# Bulbophyllum trirhopalon
Bulbophyllum trirhopalon är en orkidéart som beskrevs av Rudolf Schlechter. Bulbophyllum trirhopalon ingår i släktet Bulbophyllum och familjen orkidéer. Inga underarter finns listade i Catalogue of Life.